# Hidróxido de cadmio
El hidróxido de cadmio es un compuesto inorgánico con la fórmula Cd(OH)2. Es un compuesto iónico cristalino blanco que es un componente clave de la batería de níquel-cadmio . 

## Estructura
El hidróxido de cadmio adopta la misma estructura que el Mg(OH)2, consistente en placas de centros metálicos, cada una de ellas unida por seis ligandos de hidróxido. La estructura Cd(OH)2 es un motivo recurrente en la química inorgánica. Por ejemplo, la adopta el ditellururo de vanadio.

## Preparación y reacciones
El hidróxido de cadmio se produce tratando una solución acuosa que contiene Cd2+ (por ejemplo, nitrato de cadmio) con hidróxido de sodio: 
Cd(NO3)2 + 2 NaOH → Cd(OH)2 + 2 NaNO3
El Cd(OH)2 y el óxido de cadmio presentan reacciones similares. El hidróxido de cadmio es más básico que el hidróxido de cinc. Forma el complejo aniónico [Cd(OH)4]2− cuando se trata con una base concentrada. Forma complejos con el cianuro, el tiocianato y el amoníaco.
El hidróxido de cadmio pierde agua al calentarse, produciendo óxido de cadmio. La descomposición comienza a 130 °C y es completa a 300 °C. Las reacciones con ácidos minerales (HX) dan las sales de cadmio correspondientes (CdX2). Con ácido clorhídrico, ácido sulfúrico y ácido nítrico, los productos son cloruro de cadmio, sulfato de cadmio y nitrato de cadmio, respectivamente.  

## Usos
Se genera en los ánodos de las baterías de almacenamiento, en las baterías de almacenamiento de níquel-cadmio y plata-cadmio en su descarga:
2 NiO(OH) + 2 H2O + Cd → Cd(OH 2 + 2 Ni(OH)2